# Myersiohyla kanaima
Myersiohyla kanaima är en groddjursart som först beskrevs av Coleman J. Goin och Norman E. Woodley 1969.
Myersiohyla kanaima ingår i släktet Myersiohyla och familjen lövgrodor. IUCN kategoriserar arten globalt som livskraftig. Inga underarter finns listade i Catalogue of Life.